# Гюннинен, Эдуард Матвеевич
Гю́ннинен Эдуард Матвеевич (1921, Гуммолосары, Царскосельский уезд, Петроградская губерния, РСФСР — 2016, Санкт-Петербург, Россия) — советский и российский учёный-радиофизик, доцент кафедры радиофизики Санкт-Петербургского государственного университета.

## Биография
Родился в октябре 1921 года в деревне Гуммолосары под Петроградом в финской крестьянской семье. Все жители этой деревни имели фамилию Гюннинен (фин. Hynninen), так как её в 1850 году основали четыре брата, выходцы из провинции Саво в Финляндии, один из которых являлся его прадедом.
До 1937 года посещал лютеранскую церковь Святой Марии Магдалины, прихода Венйоки, расположенную близ деревень Попово и Пязелево. В том же 1937 году его отец по сфабрикованному обвинению был осуждён на 10 лет лагерей, где и умер в 1938 году.
После окончания трёх классов сельской школы с преподаванием на финском языке, окончил с отличием десятилетку с преподаванием на русском языке в городе Слуцке.
С детства увлекался рисованием, поэтому в 1939 году после окончания школы пытался поступить в Ленинградский институт живописи, скульптуры и архитектуры, однако декан факультета живописи, ознакомившись с его работами, дал скептический отзыв, рекомендовав идти на подготовительный факультет. Гюннинен решил не тратить лишний год на подготовку и поступил в Ленинградский государственный университет на физический факультет.
17 ноября 1939 года Слуцким райвоенкоматом был призван в Красную армию. Начал военную службу в батальоне связи 106-й стрелковой дивизии в Петрозаводске, который в начале декабря 1939 года, с началом Советско-финляндской войны (1939—1940), был переброшен в Ленинград. Там батальон был переодет в новую форму, сшитую из трофейного польского сукна, и включен в состав 1-го финского горно-стрелкового корпуса Финской народной армии — так называемой «Армии Куусинена», контингент которого состоял из советских граждан, в основном ингерманландских финнов, а также карел, владеющих финским языком. Служил старшим телефонистом 1-го батальона связи при штабе ФНА в Териоки, а затем начальником радиосвязи разведбатальона. В его задачу входило держать связь между штабом батальона и штабом дивизии.
После окончания Зимней войны продолжил службу в Петрозаводске. Финская народная армия была преобразована в 71-ю стрелковую дивизию 47-го стрелкового корпуса, а 1-й батальон связи в 126-й отдельный батальон связи РККА. В 1940 году закончил радиотехническую школу, получил звание старшего сержанта, служил командиром взвода радиосвязи при штабе дивизии, являлся инструктором по лыжной подготовке.
Начало Великой Отечественной войны встретил в Карелии на самой границе с Финляндией, потом дивизия была переброшена на Волховский фронт. В 1942 году в блокадном Ленинграде умерла его мать. Участвовал в прорыве блокады Ленинграда, в Курской битве, в боях по свобождению Украины и Польши. В составе 628-й отдельной роты связи 71-й стрелковой дивизии 38-й армии — в боях за Гдыню, Данциг и Росток. Закончил войну в Германии начальником радиосвязи дивизии в звании старшего лейтенанта.
После войны полгода служил в Германии, был уволен в запас в звании капитана, затем вернулся в Ленинград и в 1946 году продолжил учёбу в Ленинградском университете, где в этом году была организована кафедра радиофизики. На этой кафедре в 1951 году после окончания университета Гюннинен был оставлен в аспирантуре. В 1954 году защитил кандидатскую диссертацию на тему «Об электромагнитных и акустических волнах в средах, ограниченных параболическими поверхностями». 52 года — с момента основания кафедры в 1946 году и до выхода на пенсию в 1998-м году — жизнь Гюннинена была связана с кафедрой радиофизики, где он работал в качестве доцента, старшего научного сотрудника. Автор более 40 опубликованных в открытой печати научных работ, лауреат университетской премии за лучшие научные работы 1961 года.
В 2012 году оставался единственным ветераном 71-й дивизии, живущим в Санкт-Петербурге. На пенсии написал книгу об истории родной деревни Гуммолосары, отрывки из которой на ингерманландском финском языке были опубликованы в журнале «Carelia» («Карелия»). Его стихи неоднократно были опубликованы в различных изданиях Республики Карелия. Умер в Санкт-Петербурге 8 августа 2016 года. В соответствии с завещанием, был похоронен в Петрозаводске.

## Публикации
- Об электромагнитных и акустических волнах в средах, ограниченных параболическими поверхностями. — Л.: ЛГУ, 1954.
- Асимптотические представления функций Уиттекера. Проблемы дифракции и распространения волн. Вып. 1. — Л.: ЛГУ, 1962.
- Распространение электромагнитного импульса над сферической землей. Проблемы дифракции и распространения волн. Вып. 1. — Л.: ЛГУ, 1962.
- Распространение радиоволн. [Сборник статей]. Проблемы дифракции и распространения волн. Вып. 2. — Л.: ЛГУ, 1962.
- Распространение электромагнитных импульсов и их гармонических составляющих над земной поверхностью. Проблемы дифракции и распространения волн. Вып. 3. — Л.: ЛГУ, 1964.
- Распространение радиоволн: [Сборник статей]. Проблемы дифракции и распространения волн. Вып. 4. — Л.: ЛГУ, 1964.
- Распространение радиоволн над земной поверхностью и в ионосфере. Проблемы дифракции и распространения волн. Вып. 18. — Л.: ЛГУ, 1981.
- Поле электрического диполя над импедансной плоскостью. Проблемы дифракции и распространения волн. Вып. 19. — Л.: ЛГУ, 1981.
- Распространение сверхдлинных радиоволн в волноводном канале Земля — ионосфера. Проблемы дифракции и распространения волн. Вып. 19. — Л.: ЛГУ, 1983[7][9].

## Награды
- Орден Красной Звезды (11.10.1943)
- Орден Отечественной войны II степени (14.03.1945)
- Орден Отечественной войны II степени (06.04.1985)
- Медаль «За оборону Ленинграда»
- Медаль «За освобождение Варшавы»
- Медаль «За победу над Германией в Великой Отечественной войне 1941—1945 гг.»[5]
- Медаль «Ветеран труда»
- 10 юбилейных медалей, 11 благодарностей Верховного Главнокомандующего[8]

## Фото

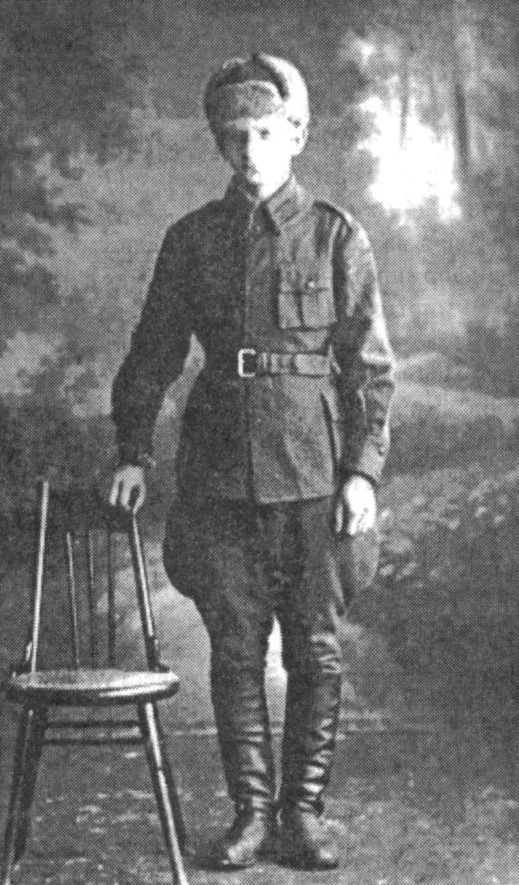
Э. М. Гюннинен в Териоки. 1939 год
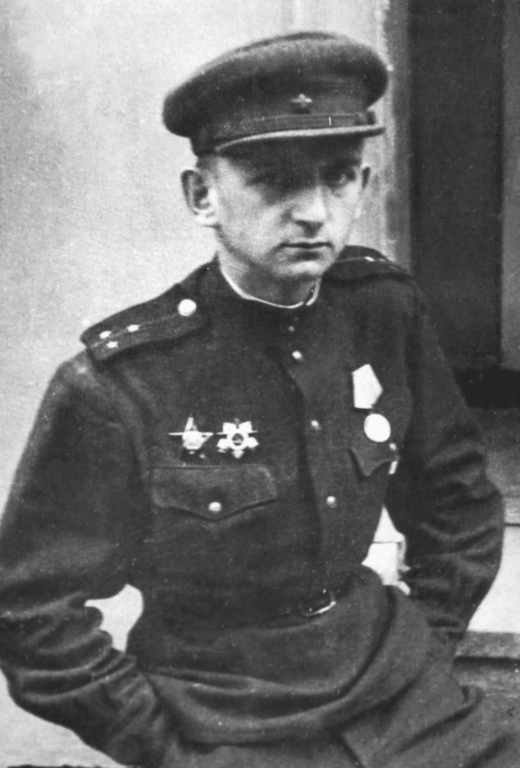
Э. М. Гюннинен в Берлине. 1945 год